# Taufbecken (Chéreng)

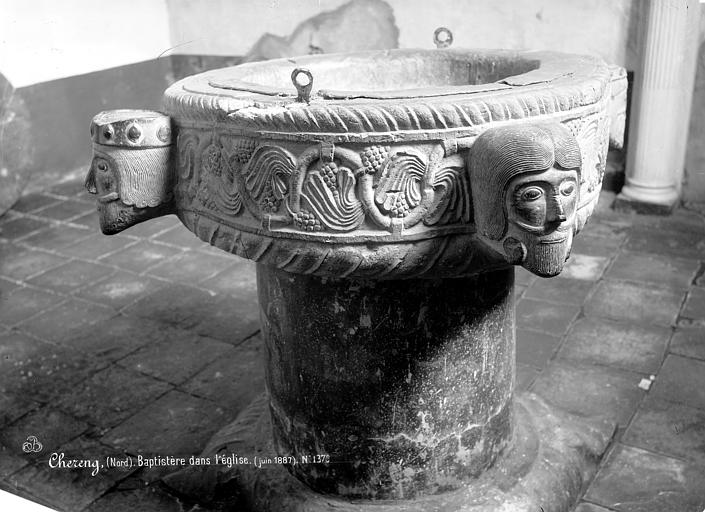
Taufbecken in Chéreng, Foto von Séraphin-Médéric Mieusement (1887)

Das Taufbecken in der katholischen Kirche St-Vaast in Chéreng, einer französischen Gemeinde im Département Nord in der Region Hauts-de-France, wurde im 12. Jahrhundert geschaffen. Im Jahr 1886 wurde das Taufbecken im Stil der Romanik als Monument historique in die Liste der denkmalgeschützten Objekte (Base Palissy) in Frankreich aufgenommen
Das 1,05 Meter hohe Taufbecken aus Stein von Écaussinnes steht auf einer Säule mit runder, mit Eckblättern verzierter Basis. Am oberen und unteren Rand ist das Becken mit einem Band geschmückt. Vier Köpfe stehen plastisch vor, dazwischen ist ein breites Relief aus Pflanzenmotiven.  
Das Taufbecken war ein Geschenk von Everard von Avesnes, der von 1173 bis 1190 Bischof von Tournai war. 